# Filadelfia (Colombia)
Filadelfia è un comune della Colombia facente parte del dipartimento di Caldas.
Il centro abitato venne fondato da Antonio Arias, Tomas Osorio, Ramón Ospina nel 1850, mentre l'istituzione del comune è del 1873.